# Pierre de Portugal (1392-1449)
Pour les articles homonymes, voir Pierre de Portugal.

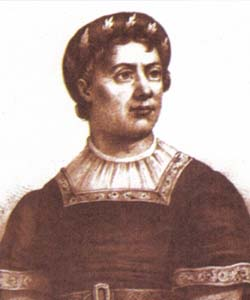
L'Infant Pierre, duc de Coimbra et régent de Portugal.

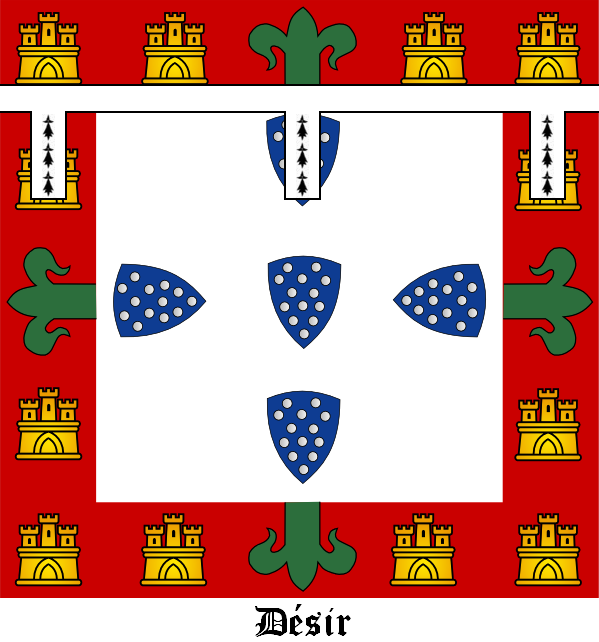
Les armes de Pierre de Portugal.

Pierre de Portugal, 1er duc de Coimbra, né le 9 décembre 1392, mort le 20 mai 1449 à la bataille d'Alfarrobeira, est un prince de la dynastie d'Aviz, fils du roi Jean Ier de Portugal et de Philippa de Lancastre. Régent de Portugal entre 1439 et 1448, il est connu pour ses nombreux voyages à l'étranger, qui lui valent le surnom d’Infant des Sept parties du Monde. À l'occasion de ces pérégrinations européennes, il reçoit de l'empereur Sigismond Ier le duché de Trévise pour services rendus (1422). En 1427, Henri VI d'Angleterre le fait chevalier de l'ordre de la Jarretière.

## Biographie
Dès sa naissance, Pierre est un des fils favoris de Jean Ier qui lui fait donner une instruction poussée, exceptionnelle en cette époque où la grande noblesse est plutôt quasiment analphabète. Proche de ses deux frères Édouard et Jean, il grandit dans un environnement serein et dénué d'intrigues.
En 1415, il accompagne son père pour la conquête de Ceuta et est fait chevalier le lendemain de la prise de la ville, dans la mosquée récemment reconvertie en église. Dans le même mouvement, il est fait duc de Coimbra et devient, avec son frère Henri le Navigateur, nouveau duc de Viseu, un des deux premiers ducs de l'histoire du Portugal.
En 1429, Pierre épouse Isabelle d'Aragon, fille du dernier comte d'Urgell Jacques II. À la mort du roi Édouard Ier en 1438, son fils Alphonse lui succède mais est encore mineur. Selon les dispositions du défunt roi, sa veuve Éléonore d'Aragon devient régente du Royaume mais elle cumule les handicaps d'être femme et étrangère. L'année suivante, en décembre 1439, les Cortes désignent donc un nouveau régent en la personne de Pierre. Pierre trouve rapidement un ennemi en la personne de son demi-frère le comte de Barcelos et futur 1er duc de Bragance Alphonse, soutien de la reine mère. Une sourde guerre d'influence débute entre les deux hommes auprès du jeune roi.
En 1442, dans un esprit de réconciliation, Pierre crée le titre de duc de Bragance pour son demi-frère et leurs relations semblent prendre un tour apaisé. Peu intéressé par les intrigues, Pierre exerce sa régence dans un royaume qui prospère sous son gouvernement. En particulier, c'est à cette époque que sont décidées les premières subventions à l'exploration de l'océan Atlantique organisée par l'infant Henri.
Le 6 juin 1448, le jeune roi Alphonse V atteint la majorité et Pierre lui remet les rênes du pouvoir. L'influence exercée par le duc de Bragance sur le roi apparaît très rapidement : dès le 15 septembre, Alphonse V annule tous les édits du régent, à commencer par ceux qui avaient pour but la concentration des pouvoirs entre les mains du roi. La seule chose à laquelle le roi ne veut se résoudre est la séparation avec son épouse Isabelle de Coimbra, fille de Pierre de Portugal.
En 1449, sur la foi de fausses accusations, le roi déclare rebelle Pierre de Portugal, provoquant un début de guerre civile. Le 20 mai de la même année, l'armée royale défait les troupes de l'ancien régent lors de la bataille d'Alfarrobeira, au cours de laquelle est tué Pierre. Différentes hypothèses s'opposent encore aujourd'hui sur les conditions exactes de la mort de l'ancien régent : les uns confirment que Pierre est tué au combat alors que d'aucuns affirment qu'il s'agit en réalité d'un assassinat déguisé.

## Descendance
En 1428, Pierre de Portugal épouse Isabelle d'Urgell, fille du comte d'Urgell déchu Jacques II et d'Isabelle d'Aragon. De cette union naissent :
- Pierre de Coimbra (1429-1466), 5e connétable de Portugal, comte de Barcelone et prétendant à la couronne d'Aragon ;
- Jean de Coimbra (1431-1457), époux de Charlotte de Lusignan, princesse héritière de Chypre ;
- Isabelle de Coimbra (1432-1455), reine de Portugal, épouse du roi Alphonse V ;
- Jacques de Portugal (1433-1459), cardinal et archevêque de Lisbonne ;
- Béatrice de Coimbra (1435 - morte empoisonnée à Bruges en 1461), épouse en 1453 d'Adolphe de Clèves, seigneur de Ravenstein ;
- Philippa de Portugal (1437-1497), religieuse au couvent d'Olivelas, sans descendance.

## Littérature
Sa réputation de grand voyageur lui vaut d’apparaître sous le nom de « Don Pedro d’Alfaroubeira » dans le célèbre poème de Guillaume Apollinaire Le Dromadaire, paru en 1911 dans le recueil Le Bestiaire ou Cortège d'Orphée : 

« Avec ses quatre dromadaires
Don Pedro d’Alfaroubeira
Courut le monde et l’admira.
Il fit ce que je voudrais faire
Si j’avais quatre dromadaires. »